# Seznam čestných občanů města Paříže
Seznam čestných občanů města Paříže zahrnuje osoby, kterým rada města Paříže udělila čestné občanství, i ty, které byly navrženy, ale toto ocenění nezískaly. Toto ocenění mohou získat osoby z kterékoliv země, které se zasloužily o svobodu jednotlivce, lidská práva nebo svobodu tisku.
| Jméno                                    | Obrázek | Země původu     | Jednání                                                       | Stav      | Usnesení                                                |
| ---------------------------------------- | ------- | --------------- | ------------------------------------------------------------- | --------- | ------------------------------------------------------- |
| Mumia Abu-Jamal                          |         | USA             | 4. 12. 2001 Archivováno 4. 3. 2016 na Wayback Machine.        | uděleno   | č. 53 Archivováno 3. 3. 2016 na Wayback Machine.        |
| Ingrid Betancourtová                     |         | Kolumbie        | 29. října 2002 Archivováno 22. 7. 2020 na Wayback Machine.    | uděleno   | č. 128 Archivováno 9. 10. 2017 na Wayback Machine.      |
| Juryj Bandažeuski                        |         | Bělorusko       | 25. února 2003 Archivováno 4. 3. 2016 na Wayback Machine.     | uděleno   | č. 23 Archivováno 3. 3. 2016 na Wayback Machine.        |
| Aun Schan Su Ťij                         |         | Myanmar (Barma) | 8. června 2004 Archivováno 4. 3. 2016 na Wayback Machine.     | uděleno   | č. 126 Archivováno 4. 3. 2016 na Wayback Machine.       |
| Hauwa Ibrahimová                         |         | Nigérie         | 15. listopadu 2005 Archivováno 3. 3. 2016 na Wayback Machine. | uděleno   | č. 446 Archivováno 9. 10. 2017 na Wayback Machine.      |
| Chu Ťia                                  |         | Čína            | 21. dubna 2008 Archivováno 3. 3. 2016 na Wayback Machine.     | uděleno   | č. 17 Archivováno 3. 3. 2016 na Wayback Machine.        |
| Tändzin Gjamccho (14. dalajláma)         |         | Čína            | 21. dubna 2008 Archivováno 3. 3. 2016 na Wayback Machine.     | uděleno   | č. 18 Archivováno 3. 3. 2016 na Wayback Machine.        |
| Taslima Nasrinová                        |         | Bangladéš       | 7. července 2008 Archivováno 4. 3. 2016 na Wayback Machine.   | uděleno   | č. 106 Archivováno 9. 10. 2017 na Wayback Machine.      |
| Gilad Šalit                              |         | Izrael          | 16. prosince 2008 Archivováno 3. 3. 2016 na Wayback Machine.  | uděleno   | č. 297 Archivováno 3. 3. 2016 na Wayback Machine.       |
| Salah Hamouri                            |         | Palestina       | 16. prosince 2008 Archivováno 3. 3. 2016 na Wayback Machine.  | zamítnuto | —                                                       |
| Roberto Saviano                          |         | Itálie          | 16. prosince 2008 Archivováno 4. 3. 2016 na Wayback Machine.  | odloženo  | —                                                       |
| Alberto Pizango a Santiago Manuin Valera |         | Peru            | 20. října 2009 Archivováno 4. 3. 2016 na Wayback Machine.     | odloženo  | —                                                       |
| Širín Ebadiová                           |         | Írán            | 29. března 2010 Archivováno 3. 3. 2016 na Wayback Machine.    | uděleno   | č. 47 Archivováno 3. 3. 2016 na Wayback Machine.        |
| Džafar Panahí                            |         | Írán            | 8. února 2011 Archivováno 3. 3. 2016 na Wayback Machine.      | uděleno   | č. 43 Archivováno 4. 3. 2016 na Wayback Machine.        |
| Raoni Metuktire                          |         | Brazílie        | 12. července 2011                                             | uděleno   | č. 150 Archivováno 22. 7. 2020 na Wayback Machine.      |
| Charlie Hebdo                            |         | Francie         | 9. ledna 2015                                                 | uděleno   |                                                         |
| Asia Bibi                                |         | Pákistán        | 17. března 2015                                               | uděleno   | zpráva                                                  |
| Biologická diverzita                     |         |                 | 16. září 2016                                                 | uděleno   | rozhodnutí Archivováno 15. 11. 2018 na Wayback Machine. |
| Can Dündar                               |         | Turecko         | 8. listopadu 2016                                             | uděleno   | zpráva                                                  |
| Nabil Rajab                              |         | Bahrajn         | 11. června 2018                                               | uděleno   | zpráva                                                  |
| Oleh Sencov                              |         | Ukrajina        | 24. září 2018                                                 | uděleno   | zpráva                                                  |